# Török Ferenc (rendező)
Török Ferenc (Budapest, 1971. április 23. –) Balázs Béla-díjas (2008) magyar filmrendező, forgatókönyvíró.

## Életpályája
1995-ben nyert felvételt a Színház- és Filmművészeti Főiskola filmrendező szakára, Simó Sándor (Kende János, Schulze Éva) osztályába. 2000-ben diplomafilmje, a Moszkva tér a Magyar Filmszemle Legjobb elsőfilm- és Közönségdíját is elnyerte. 2007 óta a Színház- és Filmművészeti Egyetem óraadó tanára. 2008 óta az Európai Filmakadémia tagja.

## Filmjei

### Rendezőként

#### Játékfilmjei
- 2017. 1945
- 2014. Senki szigete
- 2011. Isztambul (forgatókönyvíró is)
- 2007. Overnight (91 perc, 35 mm) (forgatókönyvíró is)
- 2004. Szezon (89 perc, 35 mm) (forgatókönyvíró is)
- 2001. Moszkva tér (diplomafilm, 88 perc, 35 mm) (forgatókönyvíró is)

#### Tévéfilmjei
- 2010. Apacsok (80 perc)
- 2009. Koccanás (67 perc)
- 2005. Csodálatos vadállatok (50 perc, 16 mm) (forgatókönyvíró is)
- 2005. A Pál utcai fiúk (25 perc)

#### Rövid- és kisjátékfilmjei
- 2005. Egy nap szabadság (forgatókönyvíró is)
- 2004. Európából Európába
- 2004. Lámpaláz (50 perc)
- 2002. Jött egy busz… (16 perc, kisjátékfilm, 35 mm) (forgatókönyvíró is)
- 2001. Alig (55 perc) (forgatókönyvíró is)
- 1999. Tranzit (rövidfilm) (forgatókönyvíró is)
- 1998. Premier (27 perc, kisjátékfilm) (forgatókönyvíró is)
- 1997. Hajtás (19 perc, rövidfilm)

#### Egyéb
- 2010. East Side Stories (szkeccsfilm, 2010)
- 2010. Riportré: Kovásznai (10 perc, animációs film)
- 2009. Hajónapló (filmsorozat) (forgatókönyvíró is)
- 2009. HVG30 (kísérleti film) (forgatókönyvíró is)
- 2006. Bróker leszek (47 perc, dokumentumfilm) (forgatókönyvíró is)
- 2005. A nagy könyv
- 1998. Hajtás Pajtás menni Amerika (31 perc, kísérleti film)

## Könyv
- Moszkva tér. Forgatókönyv; Filum, Bp., 2001
- Szezon. Filmregény. Török Ferenc azonos című filmje alapján írta Bíró László; Jaffa, Bp., 2004

## Díjai
- Madrid Experimental, Zsűri Nagydíja.
- Legjobb első film díja (2001) Moszkva tér
- Vox-díj (2002)
- Budapest Főváros Díja, Pro Cultura Urbis (2005)
- Antwerpen Nemzetközi Filmfesztivál (Legjobb rendezés) (2005)
- Filmkritikusok díja, legjobb rendezés (2005)
- Balázs Béla-díj (2008)